# Represa Jaguari
A Represa Jaguari é formada pela barragem de mesmo nome localizada no rio Jaguari, nos municípios de Bragança Paulista, Joanópolis, Piracaia e Vargem, estado de São Paulo.

## Características
Inaugurada no ano de 1981 no rio Jaguari, um afluente do rio Piracicaba, pertence a Companhia de Saneamento Básico do Estado de São Paulo (SABESP) e faz parte do Sistema Cantareira para o abastecimento de água da Região Metropolitana de São Paulo.